# Xaenapta denticollis
Xaenapta denticollis là một loài bọ cánh cứng trong họ Cerambycidae.